# Chanty (cantante)
María Chantal Videla (Manila; 15 de diciembre de 2002) es una cantante y actriz filipino-argentina. Es miembro del grupo femenino surcoreano Lapillus.

## Vida y carrera

### 2002–2017: Primeros años
Chanty nació como María Chantal Videla el 15 de diciembre de 2002, en Manila, Filipinas, de padre argentino y madre filipina. Pertenece a una familia numerosa, siendo la quinta de ocho hermanos, con cuatro hermanos mayores y tres hermanas menores. Poco después de su nacimiento, su familia se mudó a Mendoza, Argentina, donde creció con sus hermanas menores. Más tarde, regresó a Filipinas, donde comenzó su carrera como modelo y actriz.

### 2018–2020: Inicios de carrera
El 23 de marzo de 2018, Chanty fue presentada como una de las nuevas estrellas de Star Magic Batch 2018, junto con muchos actores jóvenes. Hizo su debut como actriz en la serie sobrenatural Spirits: Reawaken como Gabbie, una adolescente con superpoderes misteriosos. Un año después, interpretó un papel importante en la película filipina Familia Blondina de 2019, marcando este como su debut en la pantalla grande. Chanty también protagonizó la serie dramática de televisión de ABS-CBN Hiwaga ng Kambat y Starla.

### 2021-presente: Lapillus, Red GMA
En una entrevista con The Korea Times, Chanty recordó que el amigo de su padre le ofreció ir a Corea del Sur para formar parte de un grupo femenino de K-pop, a lo que aceptó, citando su interés en el K-pop, así como en los dramas coreanos. Chanty luego sería entrenada por MLD Entertainment durante ocho meses, hasta que fue presentada como miembro del grupo femenino Lapillus, el 25 de mayo de 2022.  Su grupo debutó el 20 de junio de 2022, con el lanzamiento de su primer sencillo digital, "Hit Ya!".
En Filipinas, Chanty se transfirió a GMA Network y firmó un contrato exclusivo con Sparkle, el 11 de noviembre de 2022.  En abril de 2024, MLD Entertainment anunció que Chanty tomaría un descanso indefinido de Lapillus debido al desarrollo de EM/SFC. El 14 de agosto de 2024 fue seleccionada para la serie juvenil Maka.

## Filmografía

### Cine
| Año  | Título                     | Personaje | Ref.   |
| ---- | -------------------------- | --------- | ------ |
| 2019 | Familia Blondina           | Cameron   | [ 6 ]  |
| 2025 | Samahan ng mga Makasalanan |           | [ 17 ] |

### Series de televisión
| Año           | Título                            | Personaje         | Notas            | Ref.          |
| ------------- | --------------------------------- | ----------------- | ---------------- | ------------- |
| 2018          | Spirits: Reawaken                 | Gabbie            |                  | [ 5 ]         |
| 2019          | Hiwaga ng Kambat                  | Lorraine Maniquis |                  | [ 18 ]        |
| 2019          | Starla                            | Lena Batumbakal   |                  | [ 19 ]        |
| 2020          | I Got You                         | Iya               |                  | [ 20 ]        |
| 2024          | Pepito Manaloto: Tuloy Ang Kwento | Candy             |                  | [ 21 ]        |
| 2024–presente | Maka                              | Chanty Villanueva | Temporadas 1 y 2 | [ 16 ] [ 22 ] |